# Wasyl Bubka
Wasyl Bubka, ukr. Василь Назарович Бубка (ur. 26 listopada 1960 w Ługańsku) – ukraiński lekkoatleta specjalizujący się w skoku o tyczce, uczestnik letnich igrzysk olimpijskich w Atlancie (1996), starszy brat Serhija Bubki. Największe sukcesy odnosił w barwach Związku Radzieckiego.

## Sukcesy sportowe
- mistrz Związku Radzieckiego w skoku o tyczce – 1985[1]
- dwukrotny mistrz Ukrainy w skoku o tyczce – 1994, 1996[2]

| Rok  | Miasto    | Zawody                   | Konkurencja   | Wynik         |
| ---- | --------- | ------------------------ | ------------- | ------------- |
| 1985 | Paryż     | światowe igrzyska halowe | skok o tyczce | brązowy medal |
| 1986 | Stuttgart | mistrzostwa Europy       | skok o tyczce | srebrny medal |
| 1993 | Stuttgart | mistrzostwa świata       | skok o tyczce | 9. miejsce    |

## Rekordy życiowe
- skok o tyczce – 5,86 – Czelabińsk 16/07/1988
- skok o tyczce (hala) – 5,80 – Liévin 25/01/1992